# Louis von Heydebreck
Louis Emil Hermann Otto von Heydebreck (* 14. Mai 1840 in Tessin; † 24. August 1923) war ein preußischer Generalleutnant.

## Leben

### Herkunft
Louis war ein Sohn des gleichnamigen preußischen Rittmeisters Louis von Heydebreck (1804–1863) und dessen Ehefrau Emilie, geborene von Kleist (1816–1892). Der preußische Generalmajor Richard von Heydebreck (1835–1910) war sein älterer Bruder.

### Militärkarriere
Heydebreck besuchte eine Realschule und trat am 27. Dezember 1857 als Fahnenjunker in das 12. Infanterie-Regiment der Preußischen Armee ein. Er avancierte bis Mitte Oktober 1859 zum Sekondeleutnant und war von Dezember 1862 bis Ende September 1864 Adjutant des Füsilier-Bataillons. 1866 nahm er während des Krieges gegen Österreich an den Schlachten bei Gitschin und Königgrätz teil und erhielt für sein Wirken den Kronen-Orden IV. Klasse mit Schwertern.
Nach dem Krieg stieg Heydebreck Ende Oktober 1866 zum Premierleutnant auf und war bis Mitte Oktober 1868 Adjutant des I. Bataillons. Nach der Mobilmachung anlässlich des Krieges gegen Frankreich nahm Heydebreck an der Schlacht bei Spichern teil und wurde in der Schlacht bei Vionville durch einen Schuss in das rechte Knie schwer verwundet. Er erhielt das Eisernen Kreuz II. Klasse und avancierte am 8. Oktober 1870 zum Hauptmann und Kompaniechef. Am 3. Dezember 1881 wurde Heydebreck zum überzähligen Major befördert und war von Mitte November 1883 bis Mitte September 1888 Kommandeur des II. Bataillons. Anschließend folgte mit der Beförderung zum Oberstleutnant seine Versetzung nach Glogau zum Stab des 3. Posenschen Infanterie-Regiments Nr. 58. Am 18. November 1890 wurde Heydebreck Oberst und Kommandeur des Infanterie-Regiment Nr. 128 in Danzig. Unter Stellung à la suite seines Regiments beauftragte man ihn am 14. Mai 1894 mit der Führung der übergeordneten 71. Infanterie-Brigade und ernannte ihn unter Beförderung zum Generalmajor am 16. Juni 1894 zum Kommandeur dieses Großverbandes. Daran schloss sich am 17. April 1897 eine Verwendung als Kommandant von Danzig an. In dieser Stellung erhielt er am 1. April 1898 den Charakter als Generalleutnant sowie den Kronen-Orden II. Klasse mit Schwertern am Ringe und mit Stern. In Genehmigung seines Abschiedsgesuches wurde Heydebreck am 22. April 1902 mit der gesetzlichen Pension zur Disposition gestellt.
Nach seiner Verabschiedung zog er nach Berlin.

### Familie
Heydebreck verheiratete sich am 22. Februar 1877 in Kusserow mit Kathinka von Bonin (* 1847). Aus der Ehe ging der Sohn Ewald-Tessen (1879–1904) hervor, der als Leutnant der Schutztruppe für Deutsch-Südwestafrika bei einem Patrouillengefecht bei Alurisfontein fiel. Burkhard von Bonin war sein Neffe.